# Vesnak
Vesnak, nekadašnja skupina Nisenan ili Southern Maidu Indijanaca blizu ušća rijeke American, na južnoj strani, na području današnjeg okruga Sacramento u Kaliforniji. Na tom području danas se nalazi grad Sacramento.
Kod Taylora (1860) su poznati kao Veshanacks, a Bancroft (1874) ih naziva Vesnacks.